# Транскаспийска железница
Транскаспийската железница (на руски: Закаспийская железная дорога) е железопътна линия, която следва Пътя на коприната през западната част на Централна Азия.
Общата ѝ дължина е 1717 км. Построена е от Руската империя, докато покорява Туркестан през XIX век. Строежът на железницата започва през 1879 г., след като руснаците покоряват Коканд. Първоначално служи за улесняване действията на Руската императорска армия срещу местната съпротива. Когато обаче Джордж Кързън посещава железницата, той отбелязва, че счита нейното значение за по-голямо от прост военен контрол и че тя застрашава британските интереси в Азия.

## История
Строежът на железопътната линия започва през 1879 г. с теснолинейка до Гизиларбат във връзка с руското завоюване на Закаспийската област под ръководството на генерал Михаил Скобелев. Скоро след това бързо е променена с руския междурелсен стандарт и строителството до Ашхабад и Мари е завършено под наставничеството на генерал Михаил Аненков през 1886 г. Първоначално линията започва от Узун-Ада на брега на Каспийско море, но терминалът по-късно е преместен на север при пристанището на Красноводск. Железницата достига Самарканд през Бухара през 1888 г., където строежът спира за десет години, преди да бъде продължен до Ташкент и Андижан през 1898 г. Постоянен мост над Амударя не съществува до 1901 г., като до този момент влаковете преминават по хлабава дървена конструкция, която често бива повреждана от наводнения. Още през 1905 г. ферибот по Каспийско море свързва Красноводск с Баку в Азербайджан. Трансаралската железница, свързваща Транскаспийската железница с други руски и европейски железници, е завършена през 1906 г.
Железницата позволява голямо увеличение на количеството памук, който се изнася от региона. Износът се увеличава от 873 092 пуда през 1888 г. до 3 588 025 пуда през 1893 г. От друга страна, в района започват да се внасят захар, керосин, дърво, желязо и строителни материали. Това покачване на търговията се използва като аргумент от генерал-губернатор Николай Розенбах за продължаване на железницата до Ташкент, докато други търговци предлагат от личните си финанси за същата цел.
Железницата е най-важният начин за комуникация в района, а нейните работници става ключови активисти по време на Руската революция от 1917 г. Така 35 железопътни работници основават Ташкентския съвет на 2 март 1917 г. Те постановяват, че администрацията на железницата трябва да се премести от Ашхабад, където изпращат свой комисар. В отговор на това, железопътните работници от западния край на линията започват да се отцепват от болшевишко ориентирания Ташкент и създават свое временно правителство на 14 юли 1918 г.
Както железницата, така и нейните работници играят важна роля в Руската гражданска война. Войски от Британската индийска армия участват в някои от битките по жп линията. Ташкент представлява важна крепост за Червената армия. През настъпилия съветски период железницата се администрира именно от Ташкент.

## Маршрут
Железницата започва от източния бряг на Каспийско море при Туркменбаши (Красноводск) и се насочва на югоизток по ръба на пустинята Каракум. Важен възел по маршрута, както и локомотивно депо за ремонти, се намира в Берекет на около 340 км източно. След Берекет пътят се движи успоредно на Каракумския канал. Преминава през Ашхабад и продължава на югоизток покрай хълмовете на Копетдаг и преминавайки през Теджен. При Теджен има отклонение, водещо към Машхад в Иран. От Теджен Транскаспийската железница продължава на североизток през Мари, където има отклонение към границата с Афганистан при Серхетабад, а главната линия продължава към Туркменабад (Чарджоу). От там железницата има разклонение на северозапад към Ургенч в Узбекистан и Казахстан. Основният маршрут продължава от Туркменабад през Бухара в Узбекистан (където разклонение води към Термез и Душанбе) към Самарканд. При град Сърдаря, където линията преминава над река Сърдаря, отклонение води до плодородната Ферганска долина. От Сърдаря маршрутът продължава до Ташкент. Там има връзка към Трансаралската железница, която води на северозапад към Казахстан и Русия.